# Mudra (dansschool)
Mudra (Centrum voor Hogere Opleiding en Navorsing voor Theatervertolkers) was tussen 1970 en 1988 de dansschool van Maurice Béjart in de Belgische hoofdstad Brussel.

## Oorsprong
De naam was afgeleid van het  sanskrit Mudrā, (letterlijke betekenis zegel of gebaar) een term waarmee een symbolische houding van de hand wordt bedoeld of een artistieke religieuze beeltenis
Gelegen aan de Barastraat 103, in Anderlecht, onder leiding van Micha van Hoecke, Allan Tung en Jan Nuyts, was de school nauw verbonden aan het Ballet van de XXste Eeuw die op hetzelfde adres gehuisvest was. Het gezelschap werd tien jaar eerder door Maurice Béjart opgericht in het kader van Béjarts overeenkomst met Maurice Huisman, de directeur van De Munt. 
Maurice Béjart bereikt snel een internationale reputatie met zijn dansschool. De driejarige opleiding wordt door een gebrek aan financiering en politieke ondersteuningen teruggeschroefd tot twee jaar voor het vertrek van Béjart naar Zwitserland. Naast klassieke en hedendaagse dans werd er ook zang, ritme, solfège, en scenografie, door professoren met unieke personaliteit waarvan Alfons Goris, Louis-Jacques Rondeleux en Fernand Schirren de bekendste waren.

## Het einde van Mudra
In 1987 eindigt het Belgisch avontuur van Béjart na 27 jaar als Gerard Mortier, de nieuwe bestuurder van De Munt, niet zijn visie deelt. Gerard Mortier kiest Mark Morris nieuwe balletmeester die de programmatie heroriënteert naar opera.
Door een gebrek aan culturele projecten moet ook Mudra zijn duren sluiten.

## De erfenis voorP.A.R.T.S.
In 1995, namen Bernard Foccroulle, die Gerard Mortier had opgevolgd als directeur van De Munt, en danser Anne Teresa De Keersmaeker, die zelf aan Mudra afstudeerde, het initiatief een nieuwe dansschool op te richten onder de directie van De Keersmaeker. Voor P.A.R.T.S. (Performing Arts Research and Training Studios) werft De Keersmaeker onder andere Fernand Schirren, compagnon de route van Béjart, aan.

## Leerlingen van Mudra(per afstudeerjaar)
- 1970 : Juliana Carneiro da Cunha, Jean-Christian Chalon, Pierre Droulers, Christiane Glik, Alain Louafi, Maguy Marin, Alejandra Paredes, Julien Roy, Paul Versteeg
- 1971 : Arno Alderath, Diane Broman, Elisabeth Clarke, Timothy Golliher, Richard Levi, Allan Tung
- 1972 : Arno Alderath, Cécile Charles, Vincent Cuny, Dominique Genevois, Shonach Mirk, Mamy Raomeriarimanana, Quinny Sacks, Doris Schaefer
- 1973 : Anne Breuer, Félicette Chazerand, Tom Crocker, Michel Gascard, Jean Gaudin, Sherry Kowtko, Yann Le Gac, Nicole Mossoux, Jan Muylaert,Thierry Sirou, Hamid Targui, Rachid Tika
- 1974 : Bertrand d'At, Michèle de Bouyalsky, Éric Emmanuelle, Jean-Yves Esquerre, Jackie Palneix, Sonia Riket, pierre Tavernier, Marie -Rose Hamtiaux
- 1975 : Ornella Balestra, Duncan MacFarland, Olivier Perriguey
- 1976 : Aida Amirkhanian, Sussan Deyhim, Michèle Anne De Mey, Hervé Diasnas, Kitty Kortes Lynch, Myriam Naisy, Michèle Noiret, François Testory, Patrick Tridon, Jean-Claude Wouters
- 1977 : Serge Campardon, Mireille Campioni, Catherine Diverrès, Nacho Duato, Cristina Gomez-Comini, Simon Hecquet, Isabelle Müller
- 1978 : Catherine Allard, Marco Berriel, Darie Cardyn, Anne Teresa De Keersmaeker, Bernard Glandier, Sandi Gorostidi, Fumiyo Ikeda, Anne Michel-Bulteau, Bernardo Montet, Catherine Pantigny, Timo Sokura, Yoko Wakabayashi, Hervé Givord ,Antoine Raulin , Fiona ... , Antoine Rosier, Albert Jan van der Stel, Wolfgang Pfeffer

- 1979 : Marcela Benoniovà, Pnina Ducach, , François Hiffler, Irineu Marcovecchio, Cecilia Mones-Ruiz, Francisco Timbò ,François Graton
- 1980 : Nuot Arquint, Lluis Ayet, José Besprosvany, Adriana Borriello, Herman Diephuis, Maria Grazia Galante
- 1981 : Sophie Blondy, Myriam Lebreton, Daniela Luca, Philippe Olza, Hubert Petit-Phar, Corinne Pontana, Hervé Robbe, Anna Rodrigez, Carlotta Sagna, David Sonnenbluck
- 1982 : Serge Dallemagne, Suzanne Devries, Mehdi Manglunki, Thierry Smits
- 1983 : Franz Brodman, Sabrina Piccione
- 1984 : Edwige Audon, Ida De Vos, Emmanuelle Huynh, Gabriella Koutchoumova, Giorgio Mancini, Fernando Martín Lopez, Jone San Martin, An Van den Broeck
- 1985 : Claudio Bernardo, Gianfranco Brogna, Luca Bruni, Didier Derrien, Emmanuelle Fauchois, Béatrice Garnier, Stefania Giannetti, Nicole Kohler, Mònica Martí Aguiar, Matteo Moles, Bruno Valentino Parillo, Valérie Rivière, Vanessa Tamburi, Josu Zabala
- 1986 : Laura Agnelli, Sylvie Albinhac, Ciro Carcatella, Jacopo Godani, Ange Nawasadio
- 1987 : Hélène Ballon, Lode Devos, Luc Favrou,  Dominique Larin, Jean-Philippe Malaty, Rossana Palmitessa, Ludovic Party, Karine Ponties, Ander Zabala